# Bund der Steuerzahler (Schweiz)
Der Bund der Steuerzahler (BdS) ist ein 1995 gegründeter Verein nach Schweizer Recht (Art. 60 ff. ZGB) mit Sitz in Zürich. Politisch steht er der Schweizerischen Volkspartei (SVP) nahe.
Der BdS setzt sich ein für tiefe Steuern, gegen die Staatsverschuldung und gegen hohe Löhne von Verwaltungsangestellten und Mitgliedern von Exekutiven in der Schweiz. Er bezeichnet sich selbst als parteiunabhängig. Hinsichtlich der Parteiangehörigkeiten der Vorstandsmitglieder und der programmatischen Schwerpunkte des BdS ist allerdings eine grosse Nähe zur SVP erkennbar.
Der BdS verfügt laut eigenen Angaben über rund 2.900 Mitglieder. Politisch aktiv ist er in erster Linie im Kanton Zürich.

## Leitung
Der Vorstand des Bundes der Steuerzahler setzt sich aus folgenden Personen zusammen:
- Alfred Heer, Präsident
- Heinrich Frei, Vizepräsident
- Martin von Reding, Kassier
- Beat Studer, Beisitzer
- Cornelia Schaub, Beisitzerin
- Thomas Fuchs, Geschäftsführer BdS Bern